# NGC 7451
NGC 7451 (другие обозначения — PGC 70245, UGC 12299, MCG 1-58-20, ZWG 405.22, KARA 1002, IRAS22581+0811) — галактика в созвездии Пегас.
Этот объект входит в число перечисленных в оригинальной редакции «Нового общего каталога».